# Commissura habenularum

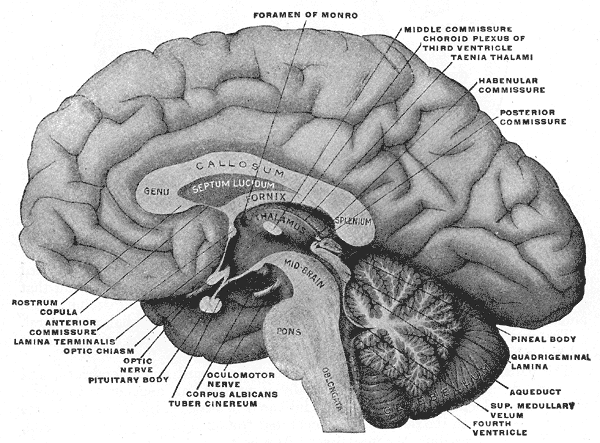
Schema eines Gehirnschnitts in der Medianebene.
Die Commissura habenularum (oben mit „Habenular Commissure“ beschriftet) ist etwa in Bildmitte zu finden; sie liegt über der Commissura posterior („Posterior Commissure“).

Die Commissura habenularum („zügelartige Verbindung“) ist eine Querverbindung (Kommissur) im Bereich des Epithalamus im Zwischenhirn. Die Commissura habenularum liegt am III. Hirnventrikel und verbindet die Nuclei habenulae beider Seiten miteinander, sowie mit der Epiphyse und dem Thalamus. Sie leitet vor allem Informationen aus olfaktorischen Arealen.